# Assunta Legnante
Assunta Legnante (née le 14 mai 1978 à Naples) est une athlète italienne, spécialiste du lancer du poids. Née avec un glaucome congénital, elle concourt chez les valides jusqu'en 2011, année où elle devient aveugle et se tourne vers le handisport.

## Biographie
Elle ne peut concourir aux Jeux olympiques de 2004, ni aux Jeux méditerranéens de 2005 à cause d'une trop forte tension oculaire dans les yeux qui l'empêche de voir correctement. Aux Championnats d'Europe en salle 2007, Assunta Legnante remporte la médaille d'or du lancer du poids devant les Russes Irina Khudoroshkina et Olga Ryabinkina. 
En 2009, elle perd la vue du côté droit, puis devient complètement aveugle deux ans plus tard, lorsque son œil gauche lâche. Cette année-là, elle reprend la compétition dans le handisport et se qualifie pour ses premiers Jeux paralympiques à Londres. Là, elle remporte l'or. 
Lors des Championnats du monde 2019 à Dubaï, elle conserve son titre mondial sur le lancer du poids F11 pour la troisième fois de suite. Grâce à ce jet à 15,83 m (meilleure performance mondiale de l'année), elle obtient son ticket pour ses troisièmes Jeux paralympiques prévus en 2020. 

## Palmarès
| Année | Compétition                    | Lieu        | Place | Marque  |
| ----- | ------------------------------ | ----------- | ----- | ------- |
| 1996  | Championnats du monde juniors  | Sydney      | 13e   | 13,44 m |
| 1999  | Championnats d'Europe espoirs  | Göteborg    | 3e    | 16,53 m |
| 2001  | Jeux méditerranéens            | Radès       | 1re   | 17,23 m |
| 2001  | Universiade                    | Pékin       | 11e   | 16,16 m |
| 2002  | Championnats d'Europe en salle | Vienne      | 2e    | 18,60 m |
| 2002  | Championnats d'Europe          | Munich      | 8e    | 18,23 m |
| 2003  | Championnats du monde en salle | Birmingham  | 8e    | 18,20 m |
| 2003  | Championnats du monde          | Paris       | 8e    | 18,28 m |
| 2004  | Finale mondiale                | Monte-Carlo | 6e    | 17,20 m |
| 2005  | Championnats d'Europe en salle | Madrid      | 6e    | 17,76 m |
| 2005  | Championnats du monde          | Helsinki    | 12e   | 16,99 m |
| 2005  | Universiade                    | Izmir       | 4e    | 17,31 m |
| 2006  | Championnats d'Europe          | Göteborg    | 5e    | 18,83 m |
| 2007  | Championnats d'Europe en salle | Birmingham  | 1re   | 18,92 m |
| 2009  | Jeux méditerranéens            | Pescara     | 2e    | 17,44 m |

| Année | Compétition           | Lieu           | Place | Épreuve              | Marque  |
| ----- | --------------------- | -------------- | ----- | -------------------- | ------- |
| 2012  | Jeux paralympiques    | Londres        | 1re   | Lancer du poids F11  | 16,74 m |
| 2012  | Jeux paralympiques    | Londres        | 8e    | Lancer du disque F11 | 30,81 m |
| 2013  | Championnats du monde | Lyon           | 1re   | Lancer du poids F11  | 16,79 m |
| 2013  | Championnats du monde | Lyon           | 4e    | Lancer du disque F11 | 33,60 m |
| 2014  | Championnats d'Europe | Swansea        | 1re   | Lancer du poids F12  | 16,84 m |
| 2014  | Championnats d'Europe | Swansea        | 1re   | Lancer du disque F11 | 29,91 m |
| 2015  | Championnats du monde | Doha           | 1re   | Lancer du poids F12  | 14,02 m |
| 2016  | Jeux paralympiques    | Rio de Janeiro | 1re   | Lancer du poids F12  | 15,74 m |
| 2016  | Jeux paralympiques    | Rio de Janeiro | 4e    | Lancer du disque F11 | 31,51 m |
| 2017  | Championnats du monde | Londres        | 1re   | Lancer du poids F12  | 15,82 m |
| 2018  | Championnats d'Europe | Berlin         | 1re   | Lancer du poids F12  | 15,85 ù |
| 2019  | Championnats du monde | Dubaï          | 1re   | Lancer du poids F12  | 15,83 m |
| 2019  | Championnats du monde | Dubaï          | 1re   | Lancer du disque F12 | 37,89 m |